# Carta de 1814
La Carta del 1814 va ser un document constitucional aprovat a França el 4 de juny de 1814. No es tracta d'una constitució pròpiament dita, sinó d'una Carta Atorgada, una concessió del Rei.

## Contingut
D'acord amb la Carta, la sobirania resideix en el Rei mitjançant dret diví. L'articulat reconeixia alguns dels drets originals de la Declaració dels Drets de l'Home i del Ciutadà del període revolucionari, encara que no reconeixia una declaració de drets de facto.
El poder legislatiu estava constituït per dues cambres: La cambra dels diputats, elegits mitjançant sufragi censatari i indirecte cada 7 anys, i la cambra dels comuns, triats mitjançant el Rei i amb caràcter hereditari. El poder executiu era exercit pel Rei, assistit pels seus ministres.
No existia una separació rígida de poders; de fet, el Rei tenia poder per dissoldre la cambra dels diputats, tot i que no es podia fer dimitir al govern per les cambres, es requeria majoria parlamentària, en favor de l'estabilitat. La iniciativa legislativa corresponia al Monarca, a proposta de les cambres.
Tot i així contenia a més alguns noms de diputats escollits pel Rei, sabent que ell no podia triar-los.

## Modificació normativa i caiguda del Rei
El regnat de Lluís XVIII va acabar amb seva mort, sent succeït pel seu germà Carles X, qui era partidari dels ultrarreialistes. Això li va restar el suport dels liberals monàrquics, que dominaven el parlament. Carles X va optar per modificar la carta per decret (mitjançant les que es van anomenar Les Quatre Ordenances), dissolent la cambra dels diputats i restringint més el dret de sufragi. Aquests canvis, units a la crisi i penúria econòmiques, van generar un ampli malestar a la població, que es va revoltar el 1830.